# Coll de les Moles (Beget)
El Coll de les Moles és un coll de muntanya dels Pirineus situat a 1.432 m alt que uneix les comarques de la Garrotxa i el Vallespir, entre els termes municipal de Camprodon (antic terme de Beget) i comunal de Prats de Molló i la Presta.
És a l'extrem sud-est del terme i al nord-oest del de Beget, a prop i al nord-oest de la Collada de Vernadell, al sud-est del Montfalgars i a migdia de Carlibà.
El Coll de les Moles és objectiu de diverses rutes de senderisme per aquest sector dels Pirineus.